# تمييز ديني
يتمثّل التمييز الديني في اختلاف معاملة شخص أو مجموعة بسبب ما يؤمنون به من معتقدادت دينية، بما يتضمن المعاملة غير المتساوية لمعتنقي الأديان والطوائف المختلفة واللادينيين، سواءً أمام القانون، أو في الأُطر المؤسسية كالتوظيف والإسكان.
ويتعلق هذا النوع من التمييز بالاضطهاد الديني، والذي قد تتضمن أشكاله الأشد تطرفاً حالات يُعدم فيها أفراد نتيجة إدانة مُعتقداتهم بالهرطقة، أما القوانين التي تنصّ على عقوبات خفيفة فقط، فتوصَف بأنها «أشكال مُعتدلة من الاضطهاد الديني» أو «تمييزات دينية».
ويُعبّر أفراد الأقليّات الدينية عن قلقهم أحياناً حيال التمييز الديني ضدهم، حتى في المجتمعات التي تكون فيها الحرية الدينية حقاً دستورياً.

## في الدول الغربية

### الولايات المتحدة الأمريكية
عرّفت المفوضية الأمريكية للحقوق المدنية التمييز الديني بما يتعلق بالحقوق المدنية التي يضمنها التعديل الرابع عشر لدستور البلاد، وذلك في استشارة لها عن الموضوع عام 1979، وفي حين اعتبار الحريات المدنية الدينية، كحق الإيمان بمعتقد ديني ما أو عدم الإيمان به، ضرورةً لضمان الحرية الدينية وفق التعديل الأول للدستور الأمريكي، يطرأ التمييز الديني عندما يُحرم الفرد من «الحماية القانونية المتساوية، ومساواة الأوضاع بموجب القانون، والمعاملة المتكافئة في إقامة العدل، وتكافؤ فرص الحصول على الوظائف، والتعليم، والإسكان، والخدمات والمرافق العامة، والإقامة العامة» بسبب ممارسته/ها لحقه/ها في الحرية الدينية.

### كندا
تضمنت نيوفاوندلاند في كندا بين عامي 1995-1998 مدارس مسيحية حصراً، ولم يُمنح حق تنظيم مدارس دينية مدعومة على نطاق عام إلّا لبعض الطوائف المسيحية، وبالتالي استُخدمت أموال الضرائب لدعم مجموعة محددة منها فقط، كما كان يحق للمدارس الطائفية تلك أن ترفض قبول طالب أو مدرّس مؤهّل ما لأسباب دينية بحتة، في المقابل تمتلك مقاطعة كيبك نظامين دراسيين، أحدهما بروتستانتي والآخر رومي كاثوليكي، ولكن يبدو أنهما سيُستبدلان بنظامين آخرين علمانيين؛ أحدهما فرنسي والآخر إنكليزي.
بينما امتلكت أونتاريو قبل تشكّل الكونفدرالية نظامين دراسيين، ومن ثم أعطى التشريع البريطاني الشمال أمريكي (عام 1867) المقاطعات سلطة قضائية على التعليم، وقدّم البند 93 من التشريع المذكور حمايةً دستورية للمدارس الطائفية، نظراً لتواجدها بموجب القانون في زمن الكونفدرالية، وبشكل مشابه للمدارس العامة، تكون المدارس الكاثوليكية مموّلة بالكامل انطلاقاً من روضة الأطفال وحتى الصف الثاني عشر، ولكن التغيرات الديموغرافية الكبيرة في العقود القليلة الماضية قد جعلت من مقاطعة أونتاريو مجتمعاً متعدد الثقافات، والأعراق والأديان، ويتزايد رفض المجتمعات التعددية والعلمانية متنوعة الثقافات لفكرة تمييز مجموعة دينية واحدة بتمويل مدارسها من المال العام.
وتواجه جامعة ترينتي الغربية الدينية في كندا حالياً تحدياً من قِبل أعضاء المجتمع القانوني والداعم للإل جي بي تي أمام ممارسة حريتها في تعليم طلّابها في سياق جامعي خاص مع التمسك ببعض «القيم الدينية»، كحرية التمييز ضد الآخرين، إذ تُلزم طلابها بتوقيع تعهّد بالعفّة، وتنكر تساوي حقوق الطلّاب التابعين لأصناف اللإل جي بي تي مع الطلّاب مُغايري الجنس، علماً أن الجامعة نفسها قد واجهت نزاعاً مشابهاً عام 2001 مع كلية كولومبيا البريطانية للمدرّسين، حيث قررت المحكمة العليا في كندا إتاحة الصلاحية لجامعة ترينتي الغربية لتُدرّس تخصصات مهنيّة.

### ألمانيا
يواجه معتنقو السنتولوجيا في ألمانيا قيوداً سياسية واقتصادية معيّنة، إذ مُنعوا من الانتساب لبعض الأحزاب السياسية الرئيسية، ومن المشاركة في بعض المهن، ويستخدم أصحاب الأعمال ما يُسّمى بـ«المِرشحات الطائفية» لفضح شريك تجاري أو موظّف مُشتبه بارتباطه مع منظمات تنادي بهذا الفكر.
وقد بدأت ألمانيا الاتحادية عبر وزارة الداخلية فيها عملية تستهدف حظر السنتولوجيا في أواخر عام 2007، ولكنها تخلت عن هذه المبادرة في العام التالي لعدم العثور على أساسات قانونية كافية، ومع ذلك تشير استطلاعات الرأي إلى تفضيل معظم الألمان لحظر السنتولوجيا كلياً، في حين أثارت الولايات المتحدة الأمريكية القلق باستمرار حيال الممارسات التمييزية الموجّهة ضد الفرد المعتنق للسنتولوجيا.

### اليونان
مُنحت الكنيسة الأورثوذوكسية اليونانية الأفضلية منذ استقلال اليونان عن حكم العثمانيين المُسلمين، علماً أن الديانات المُعترف عليها في هذا البلد حالياً تشمل بشكل حصري الكنيسة المذكورة، وكنيسة الروم الكاثوليك، وبعض كنائس البروتستانت، واليهودية والإسلام، وتشير الأقلية المسلمة إلى تعرضّها للتمييز بشكل دائم وممنهج.
وقد تحرّى الأستاذ نيك دريداكيس من جامعة أنغليا رسكن الانتماءات الدينية وانحيازات التوظيف في أثينا بتنفيذ دراسة ميدانية تجريبية، فقَيّم نتائج السوق (الحصول على المهن، والأجر البدئي، والمدة الزمنية في انتظار الرد) لثلاث مجموعات أقليات دينية (الخمسينية، والإنجيلية، وشهود يهوه).
فأشارت النتائج لتعرّض الأقليات الدينية لتحيّز ضدها بالتوظيف، وقيود أكبر على الوصول للمهن المرموقة مقارنة مع الأخرى الأقل مستوىً، ويبلغ التحيّز في التوظّف والأجر البدئي أوجهُ لدى نساء الأقليات الدينية، وفي جميع الحالات السابقة قاسى شهود يهوه التحيّز الأكبر، كما عُرض على النساء منهم أجوراً بدئية أقل بكثير من الرجال.

### المكسيك
أشار تقرير أجرته وزارة الخارجية الأمريكية عن ممارسات حقوق الإنسان في المكسيك إلى أن بعض المسؤولين المحليين يتعدّون على الحرية الدينية، وخصوصاً في الجنوب، كما توجد نزاعات بين الموفّقين بين عقيدتي المايا والكاثوليك من جهة والبروتستانت الإنجيليين من جهة أخرى في منطقة تشياباس.

## في الشرق الأوسط

### العراق
عانى المسيحيون الآشوريون من التمييز منذ تطيبق سياسات صدام حسين في التعريب في ثمانينيات القرن العشرين، ويتجسّد المثال الأحدث على التمييز في غزو داعش لسهول نينوى والموصل، حيث أُجبر عشرات الآلاف على الهرب، ودُمرت العديد من المعالم المسيحية، كما تناقص إجمالي تعداد المسيحين في العراق منذ غزو عام 2003 من 800,000 إلى 300,000، أي بنسبة 60% تقريباً، علماً أنه كان قد بلغ 1.4 مليون مسيحياً عام 1987، ومن المرجح أن غزو داعش عام 2014 قد دهور هذا التعداد أكثر فأكثر.

### تركيا
ازدحم تاريخ تركيا بالتمييز الديني، وخصوصاً بكونها مسؤولة عن كل من المجازر الأرمنية، واليونانية والآشورية، واستمرت سياسات التمييز أثناء الحرب في سوريا، فعلى سبيل المثال، سمحت تركيا لأفراد جبهة النصرة، وهي جماعة إرهابية إسلامية متطرفة، بعبور حدودها وصولاً لبلدة كسب السورية الأرمنية المسيحية، والواقعة تماماً على الحدود السورية التركية، فداهم الأصولون البلدة آسرين منهم مَن لم يستطع الهرب، وتابعوا بأخذ أسراهم لمدينة اسكندرون التركية.

## في جنوب أسيا

### باكستان
يُعتبر التمييز الديني في باكستان مشكلة خطيرة، فقد سُجلت حوادث عديدة تتعلق به، وتلقّى البعض منها دعماً من الدولة بذاتها، وفي حالة من التمييز الديني المُعترف عليه دستورياً، لا يجد الأفراد غير المسلمين أنفسهم قادرين على الترشح لمنصب رئيس الوزراء أو رئيس الدولة، رغم كونهم مواطنين باكستانيين، إذ يشير نقّادٌ إلى تفاقم توظيف القانون الباكستاني الخاص بازدراء الدين في اضطهاد الأقليات الدينية وتصفية الثأر الشخصي، بالمقابل تعرّضت الجماعات المسلمة الأحمديّة لاضطهادات كبيرة، كما يُشهّر بها في بعض الأحيان على أنها غير مُسلمة.